# Small Gods (romance)
Pequenos Deuses é o décimo-terceiro romance da série Discworld de Terry Pratchett, publicada em 1992. Ela aborda a origem do Deus Om, e a sua relação com o seu profeta, o reformista Brutha. No decorrer deste romance são satirizadas instituições religiosas, pessoas, práticas e o papel da religião na vida política.

## Enredo
Com o tempo do oitavo profeta a aproximar-se, o Grande Deus Om tenta manifestar-se novamente no mundo. Para sua surpresa, acaba no corpo de uma tartaruga, despojado dos seus poderes divinos.
Nos jardins da capital de Omnia, aborda o noviço Brutha, o único que consegue ouvir a sua voz. Om tem bastante dificuldade em convencer o jovem da sua divindade, dado que Brutha acredita que Om pode fazer o que quiser, e como tal não quereria aparecer como uma tartaruga.
Brutha é dotado de uma memória eidética e, devido a tal, é escolhido por Vorbis, o líder da Quisition, para o acompanhar numa missão diplomática a Ephebe. No entanto, Brutha é também considerado pouco inteligente, dado que nunca aprendeu a ler, e porque raramente pensa por si próprio. Isto começa a mudar depois de Brutha descobrir os filósofos de Ephebe; a ideia que as pessoas podem considerar ideias das quais não estão certas que acreditam ou mesmo compreendem, ou ainda para mais começar brigas por elas, é um conceito totalmente novo para ele.
Com a ajuda dos filósofos Didactylos, o seu sobrinho Urn e Abraxas, e dos livros na Grande Biblioteca de Ephebe Om, descobrem que Brutha é o crente de Om. Os restantes apenas têm medo da fúria da Quisition ou seguem a Igreja por força do hábito. Enquanto em Ephebe, a memória de Brutha ajuda no ataque Omnio através do Labirinto que guarda o palácio do Tirano. Didactylos incendeia a Biblioteca de Ephebe, para impedir que Vorbis leia os pergaminhos aí guardados. Enquanto isso, Brutha memoriza muitos dos seus pergaminhos, de forma a proteger o conhecimento de Ephebe.
Enquanto fogem da subsequente luta por barco, Brutha, Om e o gravemente ferido Vorbis acabam perdidos no deserto. Na sua caminhada de volta à Omnia, eles encontram os templos em ruínas dos pequenos deuses, criaturas fracas e semelhantes a fantasmas que anseiam por crentes para que possam ser poderosos. Compreendendo a sua "mortalidade" e a importância dos seus crentes para ele, pela primeira vez Om começa a procurar-se com eles.
Enquanto Brutha, Vorbis e Om estão no deserto, o Tirano de Ephebe consegue recuperar o controlo da cidade e contacta outras nações apreensivas com as interações imperialistas de Omnia com os países circundantes.
Nos limites do deserto, Vorbis, já recuperado, tenta destruir Om na sua forma de tartaruga. De seguida rapta Bruthta, conseguindo subsequentemente ser ordenado o Oitavo Profeta. Brutha é condenado a ser publicamente queimado por heresia, atado a uma tartaruga de bronze. Entretanto este é salvo por Om, que cai das garras de uma águia, atingindo a cabeça de Vorbis.  Uma grande multidão assiste a este milagre, recuperando a sua fé em Om e este recupera o seu poder.
Om manifesta-se dentro da cidadela e tenta dar a Brutha a honra de estabelecer as novas doutrinas da Igreja. No entanto, Brutha não concorda com a nova regra de Om e explica que a Igreja deveria cuidar das pessoas e manter uma posição de tolerância em relação a outras práticas religiosas.
Entretanto, Ephebe ganha o apoio de várias outras nações e envia um exército contra Omnia, estabelecendo uma base perto da cidadela. Brutha tenta estabelecer contato diplomático com os generais do exército inimigo. Mesmo confiando em Brutha, os líderes do exército inimigo afirmam que não confiam em Omnia e que esta violência é necessária. Ao mesmo tempo, Simony conduz o exército Omnio até a base inimiga e usa a máquina de guerra de Urn para lutar com os Ephebians.
Enquanto a luta continua na base, Om tenta intervir fisicamente, mas Brutha exige que ele não interfira com as ações dos humanos. Isto enfurece Om, mas este obedece a Brutha, viajando para a área do Discworld onde os deuses jogam com as vidas dos humanos de forma a ganhar ou perder a sua crença. Aí, Om liberta a sua fúria, conseguindo até atingir outros deuses. No campo de batalha os soldados param de lutar, considerando-o um sinal dos céus.
Na conclusão do livro, Brutha torna-se o Oitavo Profeta, acabando com a Quisition e reformando a Igreja, tornando-a assim mais aberta e humanista. Om também concorda renunciar a punir os cidadãos de Omnia durante pelo menos 100 anos. No epílogo do livro é descrita a morte de Brutha, 100 anos depois de Om recuperar o seu poder, acompanhando-o na sua viagem através do deserto etéreo em direção ao julgamento. Brutha encontra o espírito de Vorbis ainda no deserto e, tendo pena dele, leva-o consigo. Também é revelado que este século de paz era originalmente suposto ser um século de guerra e carnificina, mas que o Monge da História Lu-Tze decidiu mudá-lo para algo mais do seu agrado.

## Receção
O autor australiano Jack Heath descreveu este livro como "uma das melhores sátiras do século 20", acrescentado que "os deuses são arrogantes, os fiéis submissos e os sacerdotes têm mentes violentamente fechadas. Ainda assim não é um conto pesado, graças a sinceridade de Brutha e algumas hábeis e humorísticas reviravoltas no enredo, além do absurdo de imaginar um deus irado preso no corpo de uma tartaruga."  Thomas M. Wagner elogiou este livro como sendo "um romance extraordinária" em SFreviews.net, descrevendo-o como sendo uma "sátira mordaz, mas plena de compaixão". Em 2011, a National Public Radio inclui-o na sua lista dos melhores romances de ficção cientifica / fantasia, ocupando o número 57 dessa lista.
Tanto crentes como não-crentes elogiaram o livro por suportar a sua posição, de acordo com correio de fãs recebida por Terry Pratchett.
Nome do codificador-descodificador (codec) de áudio Ogg Vorbis é inspirado pela personagem do Exquisitor Vorbis.

## Adaptações
Em 2016, o livro foi adaptado como um drama radiofónico na BBC Radio 4. Contou com as atuações de Patrick Barlow como Om, Carl Prekopp como Brutha e Alex Jennings como Vorbis. Contou também com Anton Lesser como o narrador.
Em 2010, uma versão teatral de Pequenos Deuses foi adaptada e subsequentemente trazida a cena no Assembly Rooms Theatre, Durham por OOOOK!, de 17 a 19 de Fevereiro de 2011. Produções e membros do Teatro Estudantil de Durham. Todas as receitas foram doadas para a Fundação para os Orangotangos. A adaptação foi escrita por Ben Saunders, um estudante pós-graduado da Universidade de Durham, departamento de Arqueologia.
Em Janeiro de 2016, a conta oficial de Twitter de Terry Pratchett anunciou um futura adaptação em banda desenhada de "Pequenos Deuses" pelo cartoonista Ray Friesen.

## Ligações Externas
- Small Gods (romance), base de dados do lançamento no Internet Speculative Fiction Database (em inglês)
- Anotações de "Pequenos Deuses"
- Citações de "Pequenos Deuses"
- Sinopse de "Pequenos Deuses"